# Lithophane debrunneata
Lithophane debrunneata är en fjärilsart som beskrevs av Embrik Strand 1921. Lithophane debrunneata ingår i släktet Lithophane och familjen nattflyn. Inga underarter finns listade i Catalogue of Life.